# Chuối tiêu đất
Pellorneum tickelli là một loài chim trong họ Pellorneidae.